# Världscupen i skidskytte 1997/1998
Världscupen i skidskytte 1997/1998 anordnades på sju olika orter runtom i världen, bland deltävlingarna fanns bland annat världsmästerskapen 1998. Totalcupen vanns på herrsidan av Ole Einar Bjørndalen, Norge före Ricco Groß, Tyskland och  Sven Fischer, Tyskland medan den på damsidan vanns av Magdalena Forsberg, Sverige före Uschi Disl, Tyskland och  Martina Zellner, Tyskland. Herrarnas nationscup vanns av Norge före Tyskland medan damernas vanns av Tyskland före Ryssland.

## Herrar

### Resultat
| 1. världscupen i Lillehammer, 6 december 1997 – 7 december 1997 | 1. världscupen i Lillehammer, 6 december 1997 – 7 december 1997 | 1. världscupen i Lillehammer, 6 december 1997 – 7 december 1997 | 1. världscupen i Lillehammer, 6 december 1997 – 7 december 1997 | 1. världscupen i Lillehammer, 6 december 1997 – 7 december 1997 |
| --------------------------------------------------------------- | --------------------------------------------------------------- | --------------------------------------------------------------- | --------------------------------------------------------------- | --------------------------------------------------------------- |
| Datum                                                           | Disciplin                                                       | Etta                                                            | Tvåa                                                            | Trea                                                            |
| 6 december 1997 (lördag)                                        | sprint (10 kilometer)                                           | Frank Luck                                                      | Dag Bjørndalen                                                  | Raphaël Poirée                                                  |
| 7 december 1997 (söndag)                                        | jaktstart (12,5 kilometer)                                      | Aleksej Ajdarov                                                 | Halvard Hanevold                                                | Pavel Muslimov                                                  |

| 2. världscupen i Östersund, 11 december 1997 – 14 december 1997 | 2. världscupen i Östersund, 11 december 1997 – 14 december 1997 | 2. världscupen i Östersund, 11 december 1997 – 14 december 1997            | 2. världscupen i Östersund, 11 december 1997 – 14 december 1997        | 2. världscupen i Östersund, 11 december 1997 – 14 december 1997                 |
| --------------------------------------------------------------- | --------------------------------------------------------------- | -------------------------------------------------------------------------- | ---------------------------------------------------------------------- | ------------------------------------------------------------------------------- |
| Datum                                                           | Disciplin                                                       | Etta                                                                       | Tvåa                                                                   | Trea                                                                            |
| 11 december 1997 (torsdag)                                      | distans (20 kilometer)                                          | Sylfest Glimsdal                                                           | Aleksej Kobeljev                                                       | Viktor Majgurov                                                                 |
| 13 december 1997 (lördag)                                       | sprint (10 kilometer)                                           | Aleksej Kobelev                                                            | Raphaël Poirée                                                         | Carsten Heymann                                                                 |
| 14 december 1997 (söndag)                                       | stafett (4 x 7,5 kilometer)                                     | Norge Egil Gjelland Sylfest Glimsdal Halvard Hanevold Ole Einar Bjørndalen | Tyskland Jan Wüstenfeld Carsten Heymann Marco Morgenstern Sven Fischer | Italien Patrick Favre Wilfried Pallhuber Pier Alberto Carrara René Cattarinussi |

| 3. världscupen i Kontiolax, 18 december 1997 – 21 december 1997 | 3. världscupen i Kontiolax, 18 december 1997 – 21 december 1997 | 3. världscupen i Kontiolax, 18 december 1997 – 21 december 1997           | 3. världscupen i Kontiolax, 18 december 1997 – 21 december 1997        | 3. världscupen i Kontiolax, 18 december 1997 – 21 december 1997                 |
| --------------------------------------------------------------- | --------------------------------------------------------------- | ------------------------------------------------------------------------- | ---------------------------------------------------------------------- | ------------------------------------------------------------------------------- |
| Datum                                                           | Disciplin                                                       | Etta                                                                      | Tvåa                                                                   | Trea                                                                            |
| 18 december 1997 (torsdag)                                      | sprint (10 kilometer)                                           | Jan Wüstenfeld                                                            | Ricco Groß                                                             | Sven Fischer                                                                    |
| 20 december 1997 (lördag)                                       | jaktstart (12,5 kilometer)                                      | Sven Fischer                                                              | Ludwig Gredler                                                         | Jan Wüstenfeld                                                                  |
| 21 december 1997 (söndag)                                       | stafett (4 x 7,5 kilometer)                                     | Ryssland Sergej Rosjkov Vladimir Dratsjov Sergej Tarasov Pavel Rostovtsev | Belarus Aleksej Ajdarov Oleg Rysjenkov Vadim Sasjurin Aljaksandr Papou | Italien Patrick Favre Wilfried Pallhuber Pier Alberto Carrara René Cattarinussi |

| 4. världscupen i Ruhpolding, 8 januari 1998 – 11 januari 1998 | 4. världscupen i Ruhpolding, 8 januari 1998 – 11 januari 1998 | 4. världscupen i Ruhpolding, 8 januari 1998 – 11 januari 1998          | 4. världscupen i Ruhpolding, 8 januari 1998 – 11 januari 1998 | 4. världscupen i Ruhpolding, 8 januari 1998 – 11 januari 1998           |
| ------------------------------------------------------------- | ------------------------------------------------------------- | ---------------------------------------------------------------------- | ------------------------------------------------------------- | ----------------------------------------------------------------------- |
| Datum                                                         | Disciplin                                                     | Etta                                                                   | Tvåa                                                          | Trea                                                                    |
| 8 januari 1998 (torsdag)                                      | sprint (10 kilometer)                                         | Raphaël Poirée                                                         | Ole Einar Bjørndalen                                          | Ricco Groß                                                              |
| 10 januari 1998 (lördag)                                      | sprint (10 kilometer)                                         | Frode Andresen                                                         | Ole Einar Bjørndalen                                          | Raphaël Poirée                                                          |
| 11 januari 1998 (söndag)                                      | stafett (4 x 7,5 kilometer)                                   | Norge Egil Gjelland Frode Andresen Dag Bjørndalen Ole Einar Bjørndalen | Tyskland Ricco Groß Jan Wüstenfeld Sven Fischer Frank Luck    | Ryssland Sergej Rosjkov Pavel Vavilov Pavel Rostovtsev Aleksej Kobeljev |

| 5. världscupen i Antholz, 15 januari 1998 – 18 januari 1998 | 5. världscupen i Antholz, 15 januari 1998 – 18 januari 1998 | 5. världscupen i Antholz, 15 januari 1998 – 18 januari 1998 | 5. världscupen i Antholz, 15 januari 1998 – 18 januari 1998              | 5. världscupen i Antholz, 15 januari 1998 – 18 januari 1998            |
| ----------------------------------------------------------- | ----------------------------------------------------------- | ----------------------------------------------------------- | ------------------------------------------------------------------------ | ---------------------------------------------------------------------- |
| Datum                                                       | Disciplin                                                   | Etta                                                        | Tvåa                                                                     | Trea                                                                   |
| 15 januari 1998 (torsdag)                                   | distans (20 kilometer)                                      | Halvard Hanevold                                            | Ricco Groß                                                               | Aleksej Ajdarov                                                        |
| 17 januari 1998 (lördag)                                    | sprint (10 kilometer)                                       | Ole Einar Bjørndalen                                        | Frode Andresen                                                           | Viktor Majgurov                                                        |
| 18 januari 1998 (söndag)                                    | stafett (4 x 7,5 kilometer)                                 | Tyskland Ricco Groß Peter Sendel Sven Fischer Frank Luck    | Norge Egil Gjelland Halvard Hanevold Frode Andresen Ole Einar Bjørndalen | Belarus Aleksej Ajdarov Oleg Rysjenkov Aljaksandr Papou Vadim Sasjurin |

| Skidskytte vid olympiska vinterspelen 1998 i Nagano, 9 februari 1998 – 21 februari 1998 | Skidskytte vid olympiska vinterspelen 1998 i Nagano, 9 februari 1998 – 21 februari 1998 | Skidskytte vid olympiska vinterspelen 1998 i Nagano, 9 februari 1998 – 21 februari 1998 | Skidskytte vid olympiska vinterspelen 1998 i Nagano, 9 februari 1998 – 21 februari 1998 | Skidskytte vid olympiska vinterspelen 1998 i Nagano, 9 februari 1998 – 21 februari 1998 |
| --------------------------------------------------------------------------------------- | --------------------------------------------------------------------------------------- | --------------------------------------------------------------------------------------- | --------------------------------------------------------------------------------------- | --------------------------------------------------------------------------------------- |
| Datum                                                                                   | Disciplin                                                                               | Etta                                                                                    | Tvåa                                                                                    | Trea                                                                                    |
| 11 februari 1998 (onsdag)                                                               | distans (20 kilometer)                                                                  | Halvard Hanevold                                                                        | Pier Alberto Carrara                                                                    | Aleksej Ajdarov                                                                         |
| 18 februari 1998 (onsdag)                                                               | sprint (10 kilometer)                                                                   | Ole Einar Bjørndalen                                                                    | Frode Andresen                                                                          | Ville Räikkönen                                                                         |
| 21 februari 1998 (lördag)                                                               | stafett (4 x 7,5 kilometer)                                                             | Tyskland Ricco Groß Peter Sendel Sven Fischer Frank Luck                                | Norge Egil Gjelland Halvard Hanevold Dag Bjørndalen Ole Einar Bjørndalen                | Ryssland Pavel Muslimov Vladimir Dratjov Sergej Tarasov Viktor Majgurov                 |

| 6. världscupen i Pokljuka, 3 mars 1998 – 8 mars 1998 | 6. världscupen i Pokljuka, 3 mars 1998 – 8 mars 1998 | 6. världscupen i Pokljuka, 3 mars 1998 – 8 mars 1998 | 6. världscupen i Pokljuka, 3 mars 1998 – 8 mars 1998 | 6. världscupen i Pokljuka, 3 mars 1998 – 8 mars 1998 |
| ---------------------------------------------------- | ---------------------------------------------------- | ---------------------------------------------------- | ---------------------------------------------------- | ---------------------------------------------------- |
| Datum                                                | Disciplin                                            | Etta                                                 | Tvåa                                                 | Trea                                                 |
| 3 mars 1998 (tisdag)                                 | distans (20 kilometer)                               | Ricco Groß                                           | Egil Gjelland                                        | Ole Einar Bjørndalen                                 |
| 5 mars 1998 (torsdag)                                | sprint (10 kilometer)                                | Frank Luck                                           | Raphaël Poirée                                       | Viktor Majgurov                                      |
| 7 mars 1998 (lördag)                                 | sprint (10 kilometer)                                | Vladimir Dratjov                                     | Sven Fischer                                         | Ilmārs Bricis                                        |
| 8 mars 1998 (söndag)                                 | jaktstart (12,5 kilometer) (världsmästerskapen)      | Vladimir Dratjov                                     | Ole Einar Bjørndalen                                 | Raphaël Poirée                                       |

| 7. världscupen i Hochfilzen, 12 mars 1997 – 15 mars 1997 | 7. världscupen i Hochfilzen, 12 mars 1997 – 15 mars 1997 | 7. världscupen i Hochfilzen, 12 mars 1997 – 15 mars 1997 | 7. världscupen i Hochfilzen, 12 mars 1997 – 15 mars 1997 | 7. världscupen i Hochfilzen, 12 mars 1997 – 15 mars 1997 |
| -------------------------------------------------------- | -------------------------------------------------------- | -------------------------------------------------------- | -------------------------------------------------------- | -------------------------------------------------------- |
| Datum                                                    | Disciplin                                                | Etta                                                     | Tvåa                                                     | Trea                                                     |
| 12 mars (torsdag)                                        | distans (20 kilometer)                                   | Vladimir Dratjov                                         | Halvard Hanevold                                         | Viktor Majgurov                                          |
| 14 mars (lördag)                                         | sprint (10 kilometer)                                    | Vladimir Dratjov                                         | Ilmārs Bricis                                            | Sven Fischer                                             |
| 15 mars (söndag)                                         | Lag (10 kilometer) världsmästerskapen                    | Tävlingen inställd                                       | Tävlingen inställd                                       | Tävlingen inställd                                       |

### Slutställning
| Placering | Namn                 | Poäng |
| --------- | -------------------- | ----- |
| 1         | Ole Einar Bjørndalen | 289   |
| 2         | Ricco Groß           | 286   |
| 3         | Sven Fischer         | 270   |
| 4         | Halvard Hanevold     | 263   |
| 5         | Raphaël Poirée       | 249   |
| 6         | Vladimir Dratjov     | 240   |
| 7         | Frank Luck           | 231   |
| 8         | Viktor Majgurov      | 230   |
| 9         | Frode Andresen       | 222   |
| 10        | Sergej Rosjkov       | 165   |
| 11        | Ilmārs Bricis        | 161   |
| 12        | Dag Bjørndalen       | 160   |
| 13        | Aleksej Ajdarov      | 158   |
| 14        | Olegs Maluhins       | 158   |
| 15        | Pavel Muslimov       | 157   |
| 16        | Ludwig Gredler       | 154   |
| 17        | Pier Alberto Carrara | 144   |
| 18        | Sergej Tarasov       | 122   |
| 19        | René Cattarinussi    | 114   |
| 20        | Aleksej Kobeljev     | 113   |
| 21        | Vadim Sasjurin       | 105   |
| 22        | Ville Räikkönen      | 103   |
| 23        | Wilfried Pallhuber   | 103   |
| 24        | Sylfest Glimsdal     | 101   |
| 25        | Peter Sendel         | 101   |
| 26        | Jan Wüstenfeld       | 100   |
| 27        | Egil Gjelland        | 100   |

| Placering | Namn              | Poäng |
| --------- | ----------------- | ----- |
| 28        | Patrick Favre     | 89    |
| 29        | Ivan Masarik      | 72    |
| 30        | Fredrik Kuoppa    | 68    |
| 31        | Tomas Globočnik   | 66    |
| 32        | Carsten Heymann   | 60    |
| 33        | Tomasz Sikora     | 60    |
| 34        | Paavo Puurunen    | 60    |
| 35        | Jekabs Nakums     | 56    |
| 36        | Jean-Marc Chabloz | 55    |
| 37        | Wolfgang Rottmann | 50    |
| 38        | Pavel Vavilov     | 48    |
| 39        | Hubert Leitgeb    | 47    |
| 40        | Wolfgang Perner   | 46    |
| 41        | Pavel Rostovtsev  | 43    |
| 42        | Aljaksandr Papou  | 33    |
| 43        | Oleg Rysjenkov    | 27    |
| 44        | Wiesław Ziemianin | 27    |
| 45        | Kyōji Suga        | 25    |
| 46        | Mark Kirchner     | 22    |
| 47        | Aleksander Grajf  | 22    |
| 48        | Petr Garabík      | 21    |
| 49        | Marco Morgenstern | 20    |
| 50        | Andreas Heymann   | 20    |
| 51        | Valerij Ivanov    | 19    |
| 52        | Joze Poklukar     | 19    |
| 53        | Lubomir Machyniak | 18    |
| 54        | Konstantin Popov  | 18    |

| Placering | Namn                  | Poäng |
| --------- | --------------------- | ----- |
| 55        | Yukio Mochizuki       | 17    |
| 56        | Günther Dengg         | 16    |
| 57        | Ville Kotikumpu       | 14    |
| 58        | Zdeněk Vítek          | 13    |
| 58        | Vesa Hietalahti       | 13    |
| 60        | Wojciech Kozub        | 13    |
| 61        | Liutauras Barila      | 12    |
| 61        | Jon Åge Tyldum        | 12    |
| 63        | Helmuth Messner       | 11    |
| 64        | Olli-Pekka Peltola    | 11    |
| 65        | Dimitri Borovik       | 11    |
| 66        | Hironao Meguro        | 11    |
| 67        | Atsushi Kazama        | 10    |
| 68        | Matjaž Poklukar       | 9     |
| 69        | Janno Prants          | 8     |
| 70        | Franck Perrot         | 8     |
| 71        | Jonas Eriksson        | 7     |
| 72        | Mikael Löfgren        | 7     |
| 73        | Harri Eloranta        | 6     |
| 74        | Jay Hakkinen          | 5     |
| 75        | Patrice Bailly-Salins | 4     |
| 75        | Janez Ožbolt          | 4     |
| 75        | Glenn Rupertus        | 4     |
| 78        | Kalju Ojaste          | 2     |
| 78        | Dmitrij Pozdnjakov    | 2     |
| 78        | Andrei Padin          | 2     |
| 81        | Aleksandr Tropnikov   | 1     |

| Placering | Namn                 | Poäng |
| --------- | -------------------- | ----- |
| 1         | Halvard Hanevold     | 103   |
| 2         | Ricco Groß           | 94    |
| 3         | Ole Einar Bjørndalen | 71    |
| 4         | Pier Alberto Carrara | 70    |
| 5         | Viktor Majgurov      | 68    |
| 6         | Dag Bjørndalen       | 68    |
| 7         | Peter Sendel         | 67    |
| 8         | Vadim Sasjurin       | 52    |
| 9         | Sven Fischer         | 51    |
| 10        | Vladimir Dratjov     | 44    |

| Placering | Namn                 | Poäng |
| --------- | -------------------- | ----- |
| 1         | Ole Einar Bjørndalen | 185   |
| 2         | Raphaël Poirée       | 161   |
| 3         | Frode Andresen       | 147   |
| 4         | Sven Fischer         | 147   |
| 5         | Vladimir Dratjov     | 145   |
| 6         | Frank Luck           | 142   |
| 7         | Viktor Maj gurov     | 140   |
| 8         | Ricco Groß           | 133   |
| 9         | Halvard Hanevold     | 121   |
| 10        | Ludwig Gredler       | 91    |

| Placering | Namn             | Poäng |
| --------- | ---------------- | ----- |
| 1         | Sven Fischer     | 72    |
| 2         | Ricco Groß       | 59    |
| 3         | Sergej Rosjkov   | 54    |
| 4         | Vladimir Dratjov | 51    |
| 5         | Frank Luck       | 51    |
| 6         | Pavel Muslimov   | 47    |
| 7         | Raphaël Poirée   | 46    |
| 8         | Olegs Maluhins   | 46    |
| 9         | Aleksej Ajdarov  | 44    |
| 10        | Halvard Hanevold | 39    |

| Placering | Namn      | Poäng |
| --------- | --------- | ----- |
| 1         | Tyskland  | 112   |
| 1         | Norge     | 112   |
| 3         | Ryssland  | 98    |
| 4         | Belarus   | 90    |
| 5         | Italien   | 87    |
| 6         | Österrike | 82    |
| 7         | Frankrike | 81    |
| 8         | Sverige   | 74    |
| 9         | Finland   | 72    |
| 10        | Slovenien | 71    |
| ...       |           |       |
| 18        | Schweiz   | 35    |

| Placering | Namn      | Poäng |
| --------- | --------- | ----- |
| 1         | Norge     | 5660  |
| 2         | Tyskland  | 5493  |
| 3         | Ryssland  | 5481  |
| 4         | Italien   | 4943  |
| 5         | Belarus   | 4522  |
| 6         | Österrike | 4452  |
| 7         | Slovenien | 4371  |
| 8         | Frankrike | 4122  |
| 9         | Finland   | 4047  |
| 10        | Lettland  | 4042  |
| ...       |           |       |
| 18        | Schweiz   | 2254  |

## Damer

### Resultat
| 1. världscupen i Lillehammer, 6 december 1997 – 7 december 1997 | 1. världscupen i Lillehammer, 6 december 1997 – 7 december 1997 | 1. världscupen i Lillehammer, 6 december 1997 – 7 december 1997 | 1. världscupen i Lillehammer, 6 december 1997 – 7 december 1997 | 1. världscupen i Lillehammer, 6 december 1997 – 7 december 1997 |
| --------------------------------------------------------------- | --------------------------------------------------------------- | --------------------------------------------------------------- | --------------------------------------------------------------- | --------------------------------------------------------------- |
| Datum                                                           | Disciplin                                                       | Etta                                                            | Tvåa                                                            | Trea                                                            |
| 6 december 1997 (lördag)                                        | sprint (7,5 kilometer)                                          | Galina Kukleva                                                  | Olga Melnik                                                     | Magdalena Forsberg                                              |
| 7 december 1997 (söndag)                                        | jaktstart (10 kilometer)                                        | Galina Kukleva                                                  | Magdalena Forsberg                                              | Uschi Disl                                                      |

| 2. världscupen i Östersund, 11 december 1997 – 14 december 1997 | 2. världscupen i Östersund, 11 december 1997 – 14 december 1997 | 2. världscupen i Östersund, 11 december 1997 – 14 december 1997              | 2. världscupen i Östersund, 11 december 1997 – 14 december 1997 | 2. världscupen i Östersund, 11 december 1997 – 14 december 1997  |
| --------------------------------------------------------------- | --------------------------------------------------------------- | ---------------------------------------------------------------------------- | --------------------------------------------------------------- | ---------------------------------------------------------------- |
| Datum                                                           | Disciplin                                                       | Etta                                                                         | Tvåa                                                            | Trea                                                             |
| 11 december 1997 (torsdag)                                      | distans (15 kilometer)                                          | Andreja Grasič                                                               | Magdalena Forsberg                                              | Olena Petrova                                                    |
| 13 december 1997 (lördag)                                       | sprint (7,5 kilometer)                                          | Magdalena Forsberg                                                           | Ryssland                                                        | Anna Volkova                                                     |
| 14 december 1997 (söndag)                                       | stafett (4 x 7,5 kilometer)                                     | Frankrike Florence Baverel Emmanuelle Claret Christelle Gros Corinne Niogret | Tyskland Uschi Disl Martina Zellner Katrin Apel Petra Behle     | Ryssland Olga Melnik Galina Kukleva Albina Achatova Anna Volkova |

| 3. världscupen i Kontiolax, 18 december 1997 – 21 december 1997 | 3. världscupen i Kontiolax, 18 december 1997 – 21 december 1997 | 3. världscupen i Kontiolax, 18 december 1997 – 21 december 1997       | 3. världscupen i Kontiolax, 18 december 1997 – 21 december 1997        | 3. världscupen i Kontiolax, 18 december 1997 – 21 december 1997            |
| --------------------------------------------------------------- | --------------------------------------------------------------- | --------------------------------------------------------------------- | ---------------------------------------------------------------------- | -------------------------------------------------------------------------- |
| Datum                                                           | Disciplin                                                       | Etta                                                                  | Tvåa                                                                   | Trea                                                                       |
| 18 december 1997 (torsdag)                                      | sprint (7,5 kilometer)                                          | Uschi Disl                                                            | Martina Zellner                                                        | Svetlana Isjmuratova                                                       |
| 20 december 1997 (lördag)                                       | jaktstart (10 kilometer)                                        | Magdalena Forsberg                                                    | Svetlana Isjmuratova                                                   | Martina Zellner                                                            |
| 21 december 1997 (söndag)                                       | stafett (4 x 7,5 kilometer)                                     | Tjeckien Kateřina Losmanova Jiřina Pelcová Irena Česneková Eva Hakova | Frankrike Florence Baverel Anne Briand Christelle Gros Corinne Niogret | Tyskland Uschi Disl Simone Greiner-Petter-Memm Katrin Apel Martina Zellner |

| 4. världscupen i Ruhpolding, 8 januari 1998 – 11 januari 1998 | 4. världscupen i Ruhpolding, 8 januari 1998 – 11 januari 1998 | 4. världscupen i Ruhpolding, 8 januari 1998 – 11 januari 1998         | 4. världscupen i Ruhpolding, 8 januari 1998 – 11 januari 1998 | 4. världscupen i Ruhpolding, 8 januari 1998 – 11 januari 1998                           |
| ------------------------------------------------------------- | ------------------------------------------------------------- | --------------------------------------------------------------------- | ------------------------------------------------------------- | --------------------------------------------------------------------------------------- |
| Datum                                                         | Disciplin                                                     | Etta                                                                  | Tvåa                                                          | Trea                                                                                    |
| 8 januari 1998 (torsdag)                                      | sprint (7,5 kilometer)                                        | Magdalena Forsberg                                                    | Petra Behle                                                   | Corinne Niogret                                                                         |
| 10 januari 1998 (lördag)                                      | sprint (7,5 kilometer)                                        | Petra Behle                                                           | Martina Zellner                                               | Corinne Niogret                                                                         |
| 11 januari 1998 (söndag)                                      | stafett (4 x 7,5 kilometer)                                   | Ryssland Olga Melnik Galina Kukleva Nadezjda Talanova Albina Achatova | Tyskland Uschi Disl Martina Zellner Katrin Apel Petra Behle   | Norge Ann-Elen Skjelbreid Annette Sikveland Gunn Margit Andreassen Liv Grete Skjelbreid |

| 5. världscupen i Antholz, 15 januari 1998 – 18 januari 1998 | 5. världscupen i Antholz, 15 januari 1998 – 18 januari 1998 | 5. världscupen i Antholz, 15 januari 1998 – 18 januari 1998       | 5. världscupen i Antholz, 15 januari 1998 – 18 januari 1998                             | 5. världscupen i Antholz, 15 januari 1998 – 18 januari 1998 |
| ----------------------------------------------------------- | ----------------------------------------------------------- | ----------------------------------------------------------------- | --------------------------------------------------------------------------------------- | ----------------------------------------------------------- |
| Datum                                                       | Disciplin                                                   | Etta                                                              | Tvåa                                                                                    | Trea                                                        |
| 15 januari 1998 (torsdag)                                   | distans (15 kilometer)                                      | Olga Romasko                                                      | Liv Grete Skjelbreid                                                                    | Magdalena Forsberg                                          |
| 17 januari 1998 (lördag)                                    | sprint (7,5 kilometer)                                      | Nina Lemesj                                                       | Svetlana Isjmuratova                                                                    | Sverige                                                     |
| 18 januari 1998 (söndag)                                    | stafett (4 x 7,5 kilometer)                                 | Ryssland Anna Volkova Galina Kukleva Olga Romasko Albina Achatova | Norge Ann-Elen Skjelbreid Annette Sikveland Gunn Margit Andreassen Liv Grete Skjelbreid | Tyskland Uschi Disl Martina Zellner Katrin Apel Katja Beer  |

| Skidskytte vid olympiska vinterspelen 1998 i Nagano, 9 februari 1998 – 21 februari 1998 | Skidskytte vid olympiska vinterspelen 1998 i Nagano, 9 februari 1998 – 21 februari 1998 | Skidskytte vid olympiska vinterspelen 1998 i Nagano, 9 februari 1998 – 21 februari 1998 | Skidskytte vid olympiska vinterspelen 1998 i Nagano, 9 februari 1998 – 21 februari 1998 | Skidskytte vid olympiska vinterspelen 1998 i Nagano, 9 februari 1998 – 21 februari 1998 |
| --------------------------------------------------------------------------------------- | --------------------------------------------------------------------------------------- | --------------------------------------------------------------------------------------- | --------------------------------------------------------------------------------------- | --------------------------------------------------------------------------------------- |
| Datum                                                                                   | Disciplin                                                                               | Etta                                                                                    | Tvåa                                                                                    | Trea                                                                                    |
| 9 februari 1998 (måndag)                                                                | distans (15 kilometer)                                                                  | Jekaterina Dafovska                                                                     | Olena Petrova                                                                           | Uschi Disl                                                                              |
| 15 februari 1998 (söndag)                                                               | sprint (7,5 kilometer)                                                                  | Galina Kukleva                                                                          | Uschi Disl                                                                              | Katrin Apel                                                                             |
| 19 februari 1998 (torsdag)                                                              | stafett (4 x 7,5 kilometer)                                                             | Tyskland Uschi Disl Martina Zellner Katrin Apel Petra Behle                             | Ryssland Olga Melnik Galina Kukleva Albina Achatova Olga Romasko                        | Norge Ann-Elen Skjelbreid Annette Sikveland Gunn Margit Andreassen Liv Grete Skjelbreid |

| 6. världscupen i Pokljuka, 3 mars 1998 – 8 mars 1998 | 6. världscupen i Pokljuka, 3 mars 1998 – 8 mars 1998 | 6. världscupen i Pokljuka, 3 mars 1998 – 8 mars 1998 | 6. världscupen i Pokljuka, 3 mars 1998 – 8 mars 1998 | 6. världscupen i Pokljuka, 3 mars 1998 – 8 mars 1998 |
| ---------------------------------------------------- | ---------------------------------------------------- | ---------------------------------------------------- | ---------------------------------------------------- | ---------------------------------------------------- |
| Datum                                                | Disciplin                                            | Etta                                                 | Tvåa                                                 | Trea                                                 |
| 3 mars 1998 (tisdag)                                 | distans (15 kilometer)                               | Magdalena Forsberg                                   | Florence Baverel                                     | Uschi Disl                                           |
| 5 mars 1998 (torsdag)                                | sprint (7,5 kilometer)                               | Corinne Niogret                                      | Emmanuelle Claret                                    | Annette Sikveland                                    |
| 7 mars 1998 (lördag)                                 | sprint (7,5 kilometer)                               | Magdalena Forsberg                                   | Ann-Elen Skjelbreid                                  | Christelle Gros                                      |
| 8 mars 1998 (söndag)                                 | jaktstart (10 kilometer) (världsmästerskapen)        | Magdalena Forsberg                                   | Corinne Niogret                                      | Martina Zellner                                      |

| 7. världscupen i Hochfilzen, 12 mars 1997 – 15 mars 1997 | 7. världscupen i Hochfilzen, 12 mars 1997 – 15 mars 1997 | 7. världscupen i Hochfilzen, 12 mars 1997 – 15 mars 1997 | 7. världscupen i Hochfilzen, 12 mars 1997 – 15 mars 1997 | 7. världscupen i Hochfilzen, 12 mars 1997 – 15 mars 1997 |
| -------------------------------------------------------- | -------------------------------------------------------- | -------------------------------------------------------- | -------------------------------------------------------- | -------------------------------------------------------- |
| Datum                                                    | Disciplin                                                | Etta                                                     | Tvåa                                                     | Trea                                                     |
| 12 mars (torsdag)                                        | distans (15 kilometer)                                   | Uschi Disl                                               | Andreja Grasič                                           | Martina Zellner                                          |
| 14 mars (lördag)                                         | sprint (10 kilometer)                                    | Uschi Disl                                               | Magdalena Forsberg                                       | Liv Grete Skjelbreid                                     |
| 15 mars (söndag)                                         | Lag (7,5 kilometer) världsmästerskapen                   | Tävlingen inställd                                       | Tävlingen inställd                                       | Tävlingen inställd                                       |

### Slutställning
| Placering | Namn                 | Poäng |
| --------- | -------------------- | ----- |
| 1         | Magdalena Forsberg   | 387   |
| 2         | Uschi Disl           | 325   |
| 3         | Martina Zellner      | 255   |
| 4         | Corinne Niogret      | 238   |
| 5         | Galina Kukleva       | 227   |
| 6         | Andreja Grasič       | 221   |
| 7         | Petra Behle          | 194   |
| 8         | Albina Achatova      | 184   |
| 9         | Ann-Elen Skjelbreid  | 182   |
| 10        | Florence Baverel     | 181   |
| 11        | Olena Petrova        | 159   |
| 12        | Liv Grete Skjelbreid | 159   |
| 13        | Katrin Apel          | 153   |
| 14        | Svetlana Isjmuratova | 151   |
| 15        | Anna Volkova         | 139   |
| 16        | Jekaterina Dafovska  | 129   |
| 17        | Svetlana Paramygina  | 119   |
| 18        | Annette Sikveland    | 118   |
| 19        | Nathalie Santer      | 116   |
| 20        | Olena Zubrilova      | 115   |
| 21        | Yu Shumei            | 114   |
| 22        | Christelle Gros      | 104   |
| 23        | Emmanuelle Claret    | 103   |
| 24        | Olga Melnik          | 98    |
| 25        | Olga Romasko         | 94    |
| 26        | Anne Briand          | 89    |
| 27        | Eva Hakova           | 87    |
| 28        | Mari Lampinen        | 87    |
| 29        | Kateřina Losmanova   | 85    |

| Placering | Namn                           | Poäng |
| --------- | ------------------------------ | ----- |
| 30        | Nadezjda Talanova              | 85    |
| 31        | Katja Beer                     | 83    |
| 32        | Pavlina Filipova               | 75    |
| 33        | Gunn Margit Andreassen         | 74    |
| 34        | Anna Stera                     | 69    |
| 35        | Valentina Nesina               | 68    |
| 36        | Nina Lemesj                    | 54    |
| 37        | Martina Schwarzbacherová       | 53    |
| 38        | Anna Murínová                  | 52    |
| 39        | Hiromi Seino                   | 52    |
| 40        | Tadeja Brankovič               | 38    |
| 41        | Simone Greiner-Petter-Memm     | 37    |
| 42        | Ryoko Takahashi                | 33    |
| 43        | Katja Holanti                  | 33    |
| 44        | Martine Albert                 | 29    |
| 45        | Irena Česneková                | 27    |
| 46        | Sona Mihokova                  | 25    |
| 47        | Steffi Kindt                   | 24    |
| 48        | Agata Suszka                   | 24    |
| 49        | Maria Schylander               | 23    |
| 50        | Irina Tananaiko                | 22    |
| 51        | Delphyne Heymann-Burlet        | 21    |
| 52        | Tetjana Vodopjanova            | 20    |
| 53        | Jitka Simunkova                | 18    |
| 54        | Kristina Viljanen Sabasteanski | 18    |
| 55        | Kathi Schwaab                  | 17    |
| 56        | Ann Helen Grande               | 16    |
| 56        | Halina Gunka                   | 16    |
| 56        | Janet Klein                    | 16    |

| Placering | Namn                   | Poäng |
| --------- | ---------------------- | ----- |
| 59        | Inna Sjesjkil          | 16    |
| 60        | Éva Tófalvi            | 15    |
| 61        | Radka Popova           | 15    |
| 62        | Ludmila Gurjeva        | 15    |
| 63        | Anzela Brice           | 14    |
| 64        | Peggy Wagenführ        | 12    |
| 65        | Myriam Bédard          | 11    |
| 66        | Natalia Ryzjenkova     | 11    |
| 67        | Ntala Skinner          | 10    |
| 68        | Ieva Cederstrema       | 10    |
| 69        | Irina Kortjagina       | 10    |
| 70        | Margarita Dulova       | 9     |
| 71        | Kristina Brouneus      | 9     |
| 72        | Hildegunn Mikkelsplass | 9     |
| 73        | Stacey Wooley          | 8     |
| 74        | Siegrid Pallhuber      | 7     |
| 75        | Jiřina Pelcová         | 7     |
| 76        | Kara Hermanson Salmela | 6     |
| 77        | Sun Ribo               | 5     |
| 78        | Rachel Steer           | 4     |
| 79        | Liu Xianying           | 3     |
| 79        | Lucija Larisi          | 3     |
| 81        | Ludmila Lysenko        | 2     |
| 81        | Sanna-Leena Perunka    | 2     |
| 83        | Tina Mikkola           | 1     |
| 83        | Veronique Claudel      | 1     |
| 83        | Natalia Martinova      | 1     |
| 83        | Joan Miller Smith      | 1     |

| Placering | Namn                 | Poäng |
| --------- | -------------------- | ----- |
| 1         | Magdalena Forsberg   | 99    |
| 2         | Uschi Disl           | 97    |
| 3         | Andreja Grasič       | 83    |
| 4         | Martina Zellner      | 78    |
| 5         | Olena Petrova        | 77    |
| 6         | Svetlana Paramygina  | 66    |
| 7         | Jekaterina Dafovska  | 61    |
| 8         | Florence Baverel     | 61    |
| 9         | Liv Grete Skjelbreid | 50    |
| 10        | Albina Achatova      | 50    |

| Placering | Namn                | Poäng |
| --------- | ------------------- | ----- |
| 1         | Magdalena Forsberg  | 202   |
| 2         | Uschi Disl          | 171   |
| 3         | Corinne Niogret     | 152   |
| 4         | Galina Kukleva      | 141   |
| 5         | Martina Zellner     | 129   |
| 6         | Petra Behle         | 120   |
| 7         | Ann-Elen Skjelbreid | 120   |
| 8         | Katrin Apel         | 108   |
| 9         | Albina Achatova     | 107   |
| 10        | Andreja Grasič      | 96    |

| Placering | Namn                | Poäng |
| --------- | ------------------- | ----- |
| 1         | Magdalena Forsberg  | 86    |
| 2         | Uschi Disl          | 57    |
| 3         | Corinne Niogret     | 53    |
| 4         | Galina Kukleva      | 49    |
| 5         | Martina Zellner     | 48    |
| 6         | Andreja Grasič      | 42    |
| 7         | Ann-Elen Skjelbreid | 40    |
| 8         | Florence Baverel    | 39    |
| 9         | Petra Behle         | 35    |
| 10        | Anna Volkova        | 35    |

| Placering | Namn      | Poäng |
| --------- | --------- | ----- |
| 1         | Ryssland  | 110   |
| 2         | Tyskland  | 106   |
| 3         | Frankrike | 100   |
| 4         | Norge     | 96    |
| 5         | Tjeckien  | 91    |
| 6         | Ukraina   | 74    |
| 7         | Belarus   | 74    |
| 8         | Slovakien | 72    |
| 9         | Sverige   | 70    |
| 10        | Litauen   | 68    |
| ...       |           |       |
| 18        | Italien   | 31    |

| Placering | Namn      | Poäng |
| --------- | --------- | ----- |
| 1         | Tyskland  | 5560  |
| 2         | Ryssland  | 5454  |
| 3         | Frankrike | 5151  |
| 4         | Norge     | 5108  |
| 5         | Ukraina   | 4601  |
| 6         | Tjeckien  | 4465  |
| 7         | Belarus   | 4192  |
| 8         | Sverige   | 4019  |
| 9         | Finland   | 3781  |
| 10        | Japan     | 3774  |
| ...       |           |       |
| 18        | Italien   | 2725  |
| 23        | Österrike | 872   |

### Fotnoter
1. ↑  ”Events 1997/1998” (på engelska). Ukrainas skidskytteförbund. http://www.biathlon.com.ua/calendar.php?lang=eng&id=224. Läst 11 september 2017.